# Arthur Ochs Sulzberger
Arthur Ochs Sulzberger, conegut com a Punch, (Nova York, EUA, 5 de febrer de 1926 - Southampton, Estat de Nova York, EUA, 29 de setembre de 2012) fou un editor de diaris nord-americà que estigué al capdavant del diari estatunidenc The New York Times durant gairebé trenta anys.
Després de servir al Cos de Marines dels Estats Units d'Amèrica entre 1944 i 1946, es formà a la Universitat de Colúmbia, durant la Segona Guerra Mundial. Era la tercera generació d'una família que convertí al diari New York Times en un diari d'èxit i un dels més influents, si no el que més, després que el seu avi Adolph S. Ochs (1858-1935) l'adquirís el 1896. El seu pare Arthur Hays Sulzberger (1891-1968), fou l'editor del Times del 1935 al 1961, Arthur Ochs Sulzberger esdevingué president i editor del Times el 1963, amb trenta-set anys, després de preparar-se durant una dotzena d'anys per a aquesta responsabilitat. El 1952 treballà per al Times com a reporter, i un any després també com a reporter per al The Milwaukee Journal. Després, tornà al Times com a corresponsal de Londres. També va treballar a les oficines de París i Roma. El 1955 tornà a casa treballant com a ajudant de l'editor i després com ajudant de tresorer. El 1963, el cunyat de Sulzberger, Orvil E. Dryfoos, que havia estat editor durant diversos anys, va morir i aleshores Sulzberger el va succeir.
Mentre estava al capdavant, Sulzberger va defensar la llibertat d'expressió i de premsa. També va convertir l'anterior publicació regional amb problemes econòmics en un dels diaris més respectats del món, alhora que va modernitzar i racionalitzar la seva organització. La prova de tot això, és el fet que durant el temps que va estar al capdavant del diari, entre 1963 i 1992, la seva circulació va passar de 714.000 exemplars diaris a 1,1 milions, i els seus ingressos anuals es multiplicaren per 17. A més, durant aquest temps, el Times guanyà 31 premis Pulitzer.
La decisió de Sulzberger el 1971 de publicar els documents secrets del Pentàgon, on es divulgava informació classificada sobre la guerra del Vietnam, va donar lloc a una batalla judicial, que va guanyar el Times. L'Administració Nixon va intentar impedir la publicació dels anomenats "Pentagon Papers", al·legant que la revelació del seu contingut posava en perill la seguretat nacional. Un ex-alt funcionari del Pentàgon desenganyat pels errors i les mentides del govern sobre Vietnam, havia lliurat a The New York Times aquesta història secreta de la guerra redactada en el departament de Defensa.
Fins aleshores, no era inusual que un editor de premsa cedís davant d'una petició del president dels EUA. Sulzberger no va cedir. La batalla es traslladà als tribunals, arribant al Tribunal Suprem. Els jutges decidiren la prevalença de la Primera Esmena de la Constitució, sobre el secretisme governamental. Aquest pols entre la premsa i l'Administració fou l'anticipi del Watergate.
Sulzberger exercí com a editor del New York Times fins al 1992, quan el seu fill Arthur Ochs Sulzberger Jr., el succeí, però continuà com a president de la 'New York Times Company' fins al 1997. El 2005 Sulzberger va rebre el premi Katharine Graham Lifetime Achievement Award de la Newspaper Association of America.